# Société de littérature finnoise
La Société de littérature finnoise (en finnois : Suomalaisen Kirjallisuuden Seura, sigle SKS) est fondée en 1831 pour promouvoir la littérature écrite en finnois. 

## Étymologie
Elias Lönnrot a inventé le mot kirjallisuus pour nommer l'association.

## Lieux et activités
Le siège de la SKS est situé au 1, rue Hallituskatu à Helsinki dans un bâtiment conçu par Sebastian Gripenberg et construit en 1890.
La SKS a d'autres bureaux à Kruununhaka et un bâtiment d'archives à Joensuu.
La SKS possède un fonds d'archives sur les recherches sur les traditions et la culture littéraire, une bibliothèque scientifique et un département de recherche.
SKS gère aussi le centre FILI d'information sur la littérature.
SKS est également éditeur d'informations et de littérature scientifiques.
Ses publications comme Studia Fennica par exemple sont en accès libre.
Historiquement le Kalevala, l'épopée nationale finnoise, fait partie de ses premières publications.

## Galerie

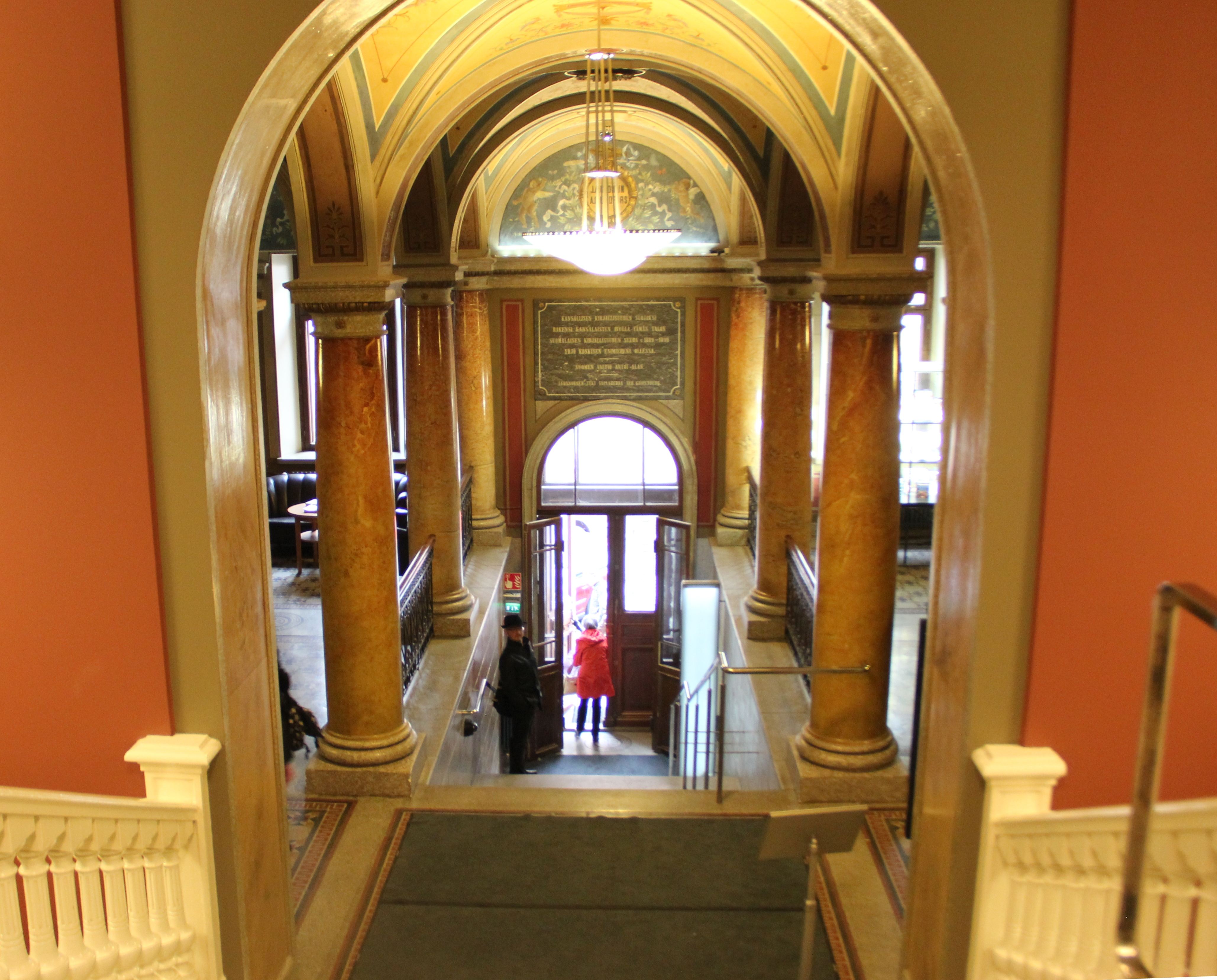
Entrée principale en 2017.
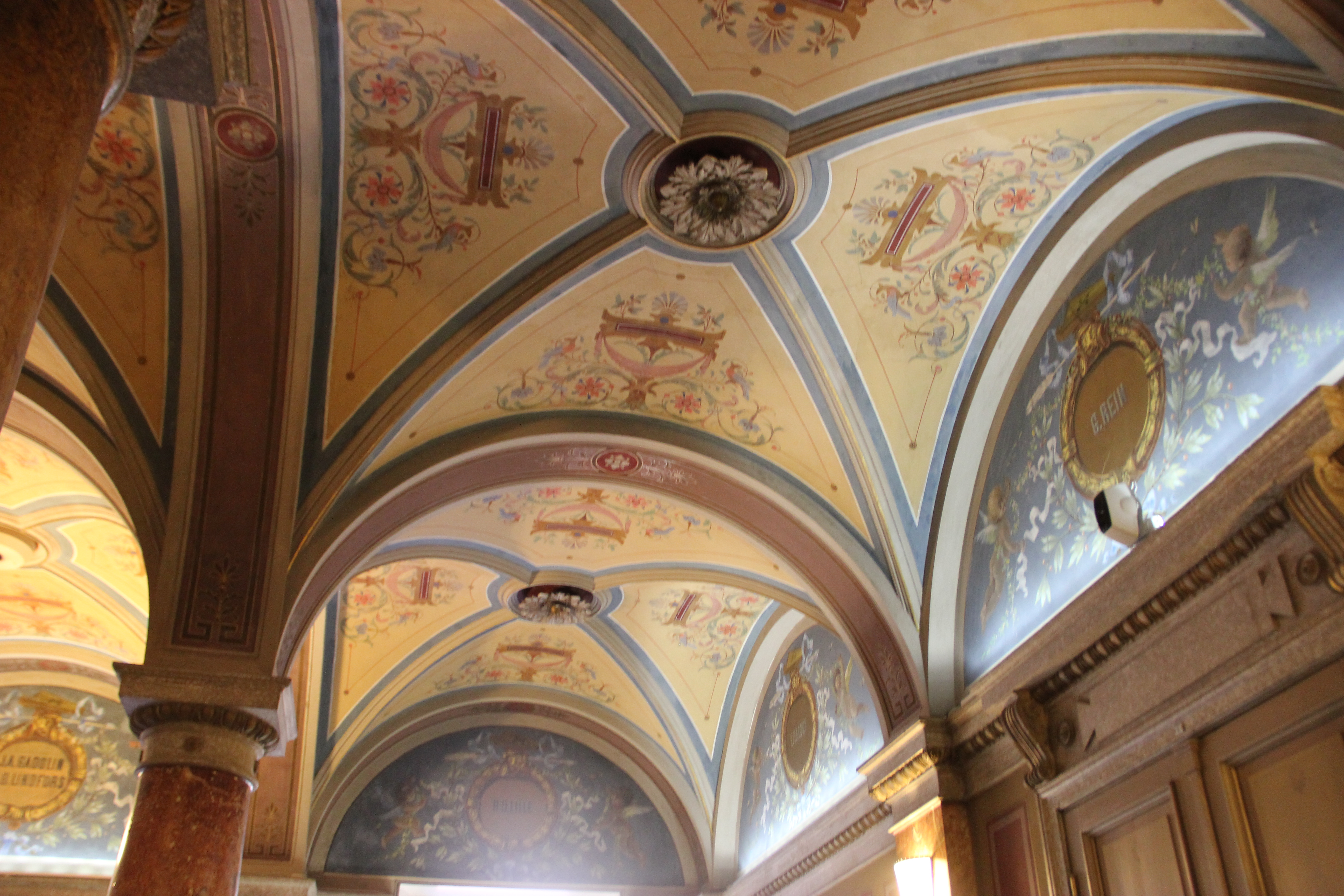
Plafond de l'entrée.
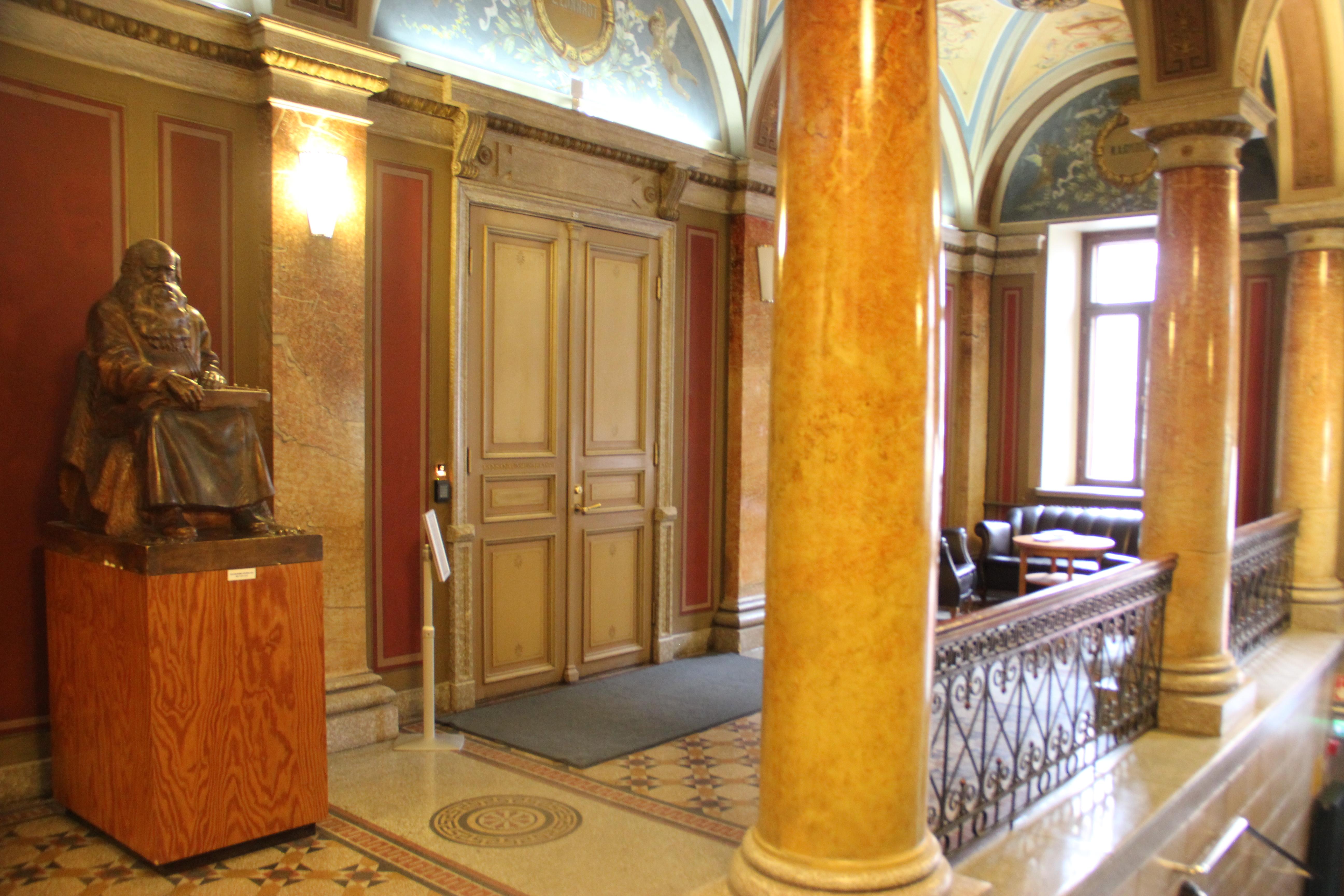
L'entrée.